# 1959 في كولومبيا
فيما يلي قوائم الأحداث التي وقعت خلال عام 1959م في كولومبيا.

## رياضة
- 1 يناير – الدوري الكولومبي لكرة القدم 1959 الفائز نادي ميلوناريوس.

## مواليد

### يناير
- 1 يناير – كلوديا كالديرون عازفة بيانو فنزويلية.
- 1 يناير – لويس فرناندو راميريز سياسي كولومبي.
- 1 يناير – لويس فيليبي ريستريبو
- 1 يناير – يولاندا بيسيرا
- 9 يناير – خوليو سانشيز كريستو
- 20 يناير – تيموليون خيمينيز مجرم كولومبي.

### أبريل
- 27 أبريل – رودريك مارتن لاعب خماسي حديث كولومبي.

### مايو
- 17 مايو – روجيليو أرانغو متسابق دراجات كولومبي.

### يونيو
- 6 يونيو – رودريغو بيرنال عالم نبات كولومبي.

### يوليو
- 15 يوليو – غيلبرتو غارسيا لاعب كرة قدم كولومبي.

### أغسطس
- 7 أغسطس – خوسيه أنطونيو اجوديلو غوميز متسابق دراجات كولومبي.
- 24 أغسطس – رودريغو غارسيا
- 27 أغسطس – خوان فرناندو كوبو فنان كولومبي.

### سبتمبر
- 4 سبتمبر – إدواردو لارا مدرب كرة قدم كولومبي.

### أكتوبر
- 18 أكتوبر – كارلوس كابريرا صحفي كولومبي.

### نوفمبر
- 22 نوفمبر – فابيو بارا درّاج طريق كولومبي.

### ديسمبر
- 8 ديسمبر – جابريل جوميز لاعب كرة قدم كولومبي.
- 23 ديسمبر – لويس فرناندو سواريز لاعب كرة قدم.
- 25 ديسمبر – خورخي بوراس لاعب كرة قدم كولومبي.

## وفيات

### أكتوبر
- 22 أكتوبر – روزا روجاس كاسترو (مواليد 1919) محامية كولومبية.